# Karl Henriksson (Horn)
Karl Henriksson (Horn), född omkring 1550 på Kankas, Masku i Finland, död 1601, var en svensk häradshövding, lagman, ståthållare, fältmarskalk och riksråd.

## Biografi
I oktober 1566 anställdes Karl Henriksson vid Erik XIV:s hov som kammardräng. Eftersom han senare betecknades som lärd har man antagit att han, liksom hans yngre bröder senare, hade studerat utomlands. Vid tiden för Sturemorden i maj 1567 hörde han till kungens närmaste krets. Då kungens bröder i juli 1568 gjorde uppror fanns han på kungens sida och skulle säkra Nyköpingshus för kungen. Detta och ett återerövringsförsök misslyckades. Ännu vid kungens avgörande nederlag vid Hölö stod han på kungens sida men lämnade sedan Sverige för Estland.

### Kriget i öster
Nordiska tjugofemårskriget inleddes med att Magnus av Ösel med ryska medel och trupper angrep det svenska Estland. I augusti 1570 förde han trupper till Reval och Wittensten som båda belägrades. Bland krigsledarna i Reval befann sig Karl Henriksson och redan en vecka efter ryssarnas ankomst ledde han ett framgångsrikt utfall från staden. De ryska trupperna drog sig tillbaka i mars 1571 men lämnade inte Livland. I juli 1571 gjorde han en räd mot ryska styrkor som dröjde sig kvar och alla nedgjordes. Från det året till år 1575 var han ryttmästare för en fana med tyska ryttare. I augusti 1572 förklarade ryssarna Sverige krig och i slutet av året belägrade de Wittensten som föll. Därpå vände de sig mot fästningarna i västra Estland utan att kunna erövra dem. En svensk här besegrade i januari 1573 den överlägsna ryska hären vid Lode. Karl Henriksson deltog i slaget. Ett år senare uppträdde Horn som underbefälhavare till Pontus de la Gardie vid olika försök att återerövra fästningar i Estland. I maj 1574 utsågs Horn till slottsloven på Reval men fortsatte att delta i De la Gardies kampanjer. På hösten representerade Horn Reval i fredsförhandlingar som danskarna hade tagit initiativet till. Han belönades det året med att utses till häradshövding i Borgå. Uppdraget varade bara några år, senare var han kortvarigt häradshövding i Österbotten och i Masku.
Eftersom De la Gardie i början av år 1576 lämnade Estland för diplomatiska uppdrag i utlandet fungerade Karl Henriksson i praktiken som ståthållare tills hans far Henrik Klasson i september tog över med sonen som underbefälhavare. Det trängda läget i Reval (Tallinn), det enda som då återstod av det svenska Estland, ledde på sensommaren 1576 till ett uppror, då fotfolket från Dalarna rymde och några ryttare från Uppland försökte döda honom. Den 22 januari 1577 visade sig en rysk belägringsarmé utanför Reval. Försvaret var ordnat så att Henrik Klasson ansvarade för borgen medan Karl skulle sköta staden. Belägringen varade till den 13 mars men ledde inte till något avgörande.  Från Reval fortsatte de ryska trupperna till Dagö och Ösel där de plundrade och sedan vände söderut och erövrade Pärnu. Henrik Klasson övergick därefter till att vara ståthållare i Finland med sonen som fältöverste. Vintern 1578 ledde han ett plundringståg från Viborg till Ingermanland. Han deltog också i slaget vid Wenden då en svensk-polsk här besegrade ryska trupper. I september 1579 angrep svenskarna på kungens order Narva men då blev Henrik Klasson så sjuk att han måste avstå från befälet till sonen Karl. Då belägringen därpå måste brytas kom Henrik i kungens onåd.

### Krigslyckan vänder
Kung Johan utsåg 1580 Pontus De la Gardie till ny och som han hoppades mer framgångsrik krigsledare i öster. Karl ingick i hans krigsråd. I november erövrade svenskarna Kexholms fästning och han utmärkte sig särskilt där. Han utsågs det året till fältmarskalk. Han ledde ännu på hösten en expedition till Ingermanland men utan större framgång. Redan i januari 1581 fördes den svenska armén på nytt till Ingermanland över Finska vikens is. Han ledde belägringen av Rakvere som kapitulerade i mars. De svenska trupperna återvände därefter till Viborg. Medan De la Gardie på sommaren 1581 var i Stockholm för att få förnödenheter till Livland, erövrade Karl Henriksson fästningarna i Wiek. Efter De la Gardies återkomst vände sig den svenska krigsmakten österut. Karl deltog i september i stormningen av Narva och inom en månad därefter erövrade svenskarna fästningarna i västra Ingermanland. Därmed hade det svenska riket kontroll över Finska vikens stränder. Kungen belönade honom på olika sätt och utsåg honom till ståthållare på Narva. Han avlöstes på hösten 1582 av Herman Fleming men fick återvända till uppdraget följande vår. Då utsågs han också till medlem av delegationen som skulle förhandla om fred med ryssarna. Den 10 augusti 1583 slöts ett treårigt vapenstillestånd. Han lämnade uppdraget i Narva sommaren 1584 och följande vår utsågs han till Henrik Klassons biträde som ståthållare i Finland och fältöverste. Han var också medlem i den delegation som på hösten 1585 förhandlade med ryssarna om en förlängning av stilleståndet. Mötet ägde rum liksom det tidigare mötet vid ån Pljussas mynning. När den svenska delegationen återvände med en lodja till Narva välte båten. Horn räddade sig men De la Gardie drunknade. Stilleståndet förlängdes en månad senare till år 1590.
Han spelade 1586 en viktig roll i granskandet av den estniska adelns jordägande och estnisk kameral förvaltning. År 1588 gjordes han till riksråd och i februari 1588 utsågs han på nytt till ståthållare på Narva och Ivangorod. På sensommaren 1589 träffades kung Johan och hans son, den polske kungen Sigismund, i Reval. Johan ville få Sigismund hem till Sverige men också visa upp en stark polsk-svensk front mot Ryssland. Mot detta protesterade det svenska riksrådet och krigsbefälet, som inte ville provocera fram missnöje både i Polen och i Ryssland. Karl Henriksson hade en ledande roll i krigsbefälet och i protesterna. Johans försök strandade både på det svenska och det polska motståndet mot planerna. Efter att Sigismund hade återvänt till Polen ledde fredsförhandlingarna med ryssarna, där Horn deltog, till ett vapenstillestånd till trettondagen 1590. Då vapenstilleståndet gick ut angrep ryska trupper fästningarna i västra Ingermanland och först den 19 februari 1590 kunde Karl Henrksson stoppa dem då de försökte storma Narva. För honom var det uppenbart att fästningarna inte skulle kunna försvaras och han slöt därför ett avtal med ryssarna om att avstå från de ingermanländska fästningarna och om vapenstillestånd till januari 1591.
Kungen såg detta som ett brott mot givna order och som en sammansvärjning med rådsoppositionen. Karl fick avsked från sina poster och hans förläningar drogs in. I augusti 1590 spärrades han in på Stockholms slott. Då kungen i januari 1591 offentligt kallade honom för en förrädare krävde han en rättegång, som hölls i februari. Vid förhöret klagade Horn över att han hade svårt att svara muntligt på de framställda frågorna, eftersom han blivit försvagad av sjukdom och vistelsen i fängelset samt av naturen var "en föga vältalande man". Därför begärde han att få avge sina svar skriftligt, vilket dock inte godtogs av kungen. Därpå vidtog åter förhöret, vilket Karl Henriksson avslutade med följande ord: "Jag har felat i mång måtto, beder därföre Kungl. Maj:t nådeligen förlåta mig. Men att tigga om nåd som en förrädare, därtill skall ingen få mig. Hellre vill jag dö än mottaga förrädare namn och lämna det efter mig åt hustru, barn och efterkommande. Jag vädjar till Gud, att mig sker orätt, och dör gärna." Karl Henriksson dömdes till döden. I januari 1592 fördes han ut på torget för att avrättas men benådades. Han hölls därefter inspärrad på Örbyhus tills kungen avled.

### Hertigens man

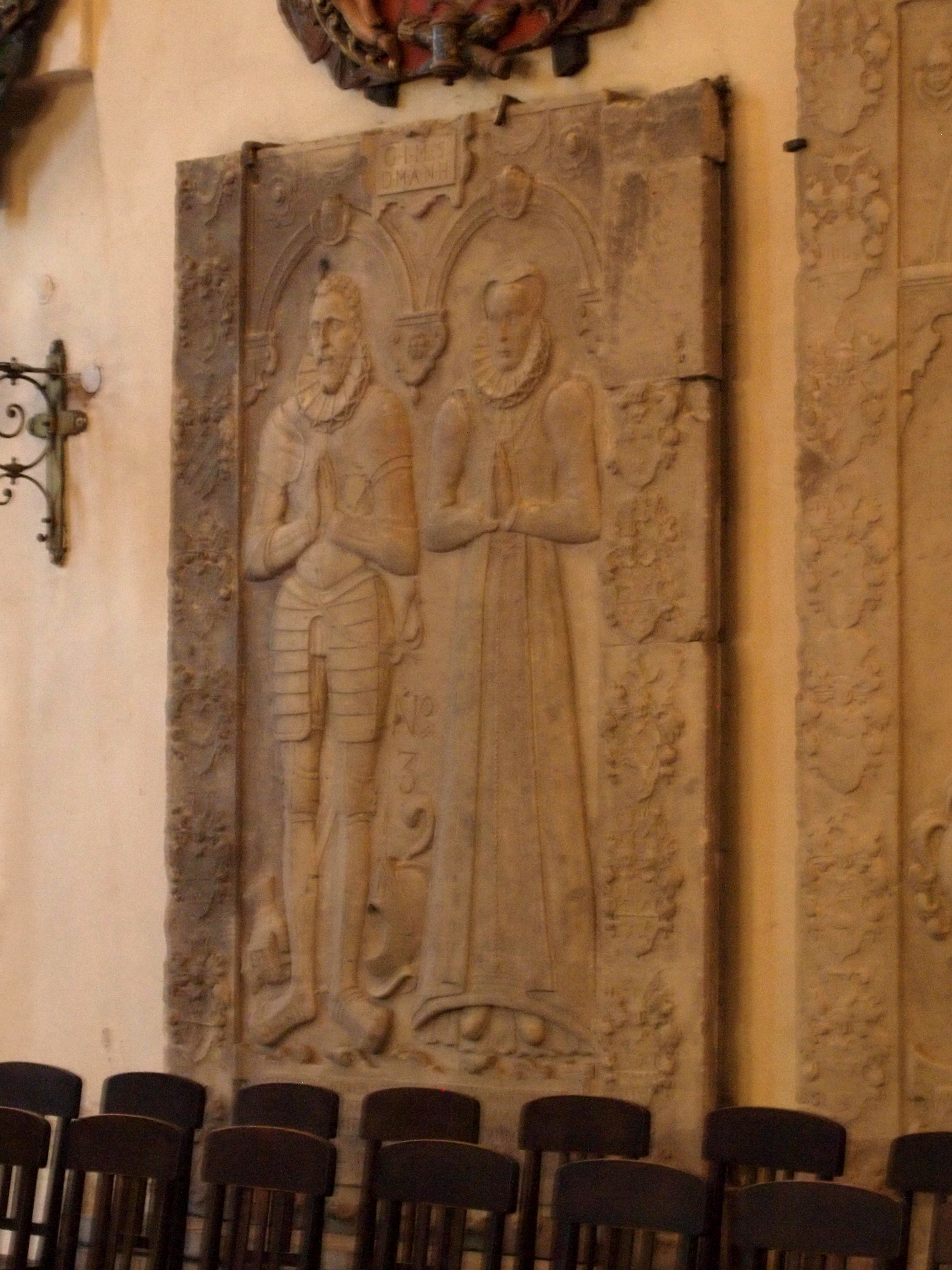
Arent Passer: Gravmonument över Karl Henriksson och Agneta von Dellwig i Revals domkyrka

Som ett led i maktöverföringen efter Johan III sammankallades i februari 1593 ett kyrkomöte i Uppsala. Karl Henriksson deltog aktivt i mötet på den protestantiska sidan. Uppsalamötets beslut kom den 20 mars och innebar dels att lutherdomen entydigt blev landets religion, dels att den katolske kung Sigismunds möjligheter att verka i Sverige begränsades.  Vid samma tid återfick han de gods och förläningar som kung Johan hade tagit av honom. Efter mötet framstår han klart som hertig Karls man. Då riksdagen på hertigens kallelse sammanträdde i slutet av september 1595 i Söderköping deltog endast fem finska adelsmän, bland dem Karl Henriksson. Riksmarsken Clas Fleming hade bedrivit en intensiv påtryckning i Finland för att stöda kungens sak. Beslutet blev att hertig Karl gjordes till riksföreståndare. Beslutet skulle kungöras i Finland av bland andra Karl Henriksson men på det adelsmöte i januari 1596 på Åbo slott där detta skulle ske blev Horn så hårt angripen av Clas Fleming att han lämnade mötet och landet. På sommaren meddelade han hertigen från Estland att han inte längre kunde åta sig uppdrag på grund av den öppna konflikten med Fleming.
Han tillbringade åren 1596 till 1599 på sina gods i Estland, tidvis på kungens befallning också i husarrest. Den hornska släktgruppen var sommaren 1599 involverad i en rättstvist om jordegendom i Estland och undgick på det sättet hertig Karls hämnd mot den finska adeln. Då hertigens trupper under hösten 1599 återerövrade Narva från kungen deltog han som rådgivare. Hans fick också hertigens beskydd för sina egendomar och nya förläningar. I februari 1600 gavs han uppdraget att företräda det estländska ridderskapet inför hertig Karl. Hertigen tog emot honom vänligt och utsåg honom till ståthållare i Reval. Dessutom blev han lagman i Norrfinne lagsaga och fick nya förläningar. Då hertigen i augusti kom till Estland blev Karl Henriksson hans fältöverste i kriget mot Polen. De svenska trupperna var överlägsna och erövrade under året allt land ned till Riga. I början av år 1601 erövrade han fästningen Piebalga men sårades och avled efter några veckor på fästningen Burtnieki (i Lettland). Han är liksom hustrun och sonen Carl begravda i Tallinns domkyrka.

## Familj
Karl Henriksson var son till ståthållaren Henrik Klasson (Horn) och Elin Arvidsdotter (Stålarm).
Han gifte sig 1577 med Agneta von Dellwig (död 1611), dotter till lantrådet Evert von Dellwig och Helena von Farensbach.
Han skrev sig först till Haapaniemi i Kisko men senare till Kankas i Masku.

### Barn
- Henrik (1578–1618), riksråd.
- Helena (1581–1656). Gift 1598 med ståthållaren Hans Maydell (död före 1623). Gift 1624 med lantrådet Otto Yxkull, friherre von Yxkull-Gyllenband  [20] (död 1653).
- Claes (1583–1632), guvernör.
- Evert (1585–1615), fältmarskalk.
- Carl (1586–1609), fänrik. Ogift.
- Gustaf (1592–1657), riksmarsk.
- Anna (1594–1647). Gift 1620 med Sten Ivarsson Tawast[21] (död 1646), ryttmästare.